# Campsas
Campsas is een gemeente in het Franse departement Tarn-et-Garonne (regio Occitanie) en telt 1012 inwoners (2004). De plaats maakt deel uit van het arrondissement Montauban.

## Geografie
De oppervlakte van Campsas bedraagt 15,1 km², de bevolkingsdichtheid is 67,0 inwoners per km².
De onderstaande kaart toont de ligging van Campsas met de belangrijkste infrastructuur en aangrenzende gemeenten.

## Demografie
Onderstaande figuur toont het verloop van het inwonertal (bron: INSEE-tellingen).